# Boyacá (Boyacá)
Pour les articles homonymes, voir Boyacá (homonymie).
Boyacá est une municipalité située dans le département de Boyacá, en Colombie.